# 月光陽光
「月光陽光」（げっこうようこう）は、日本のロックバンド、THE HIGH-LOWSの8枚目のシングル。1997年6月11日発売。発売元はキティ。

## 内容
アルバム「Tigermobile」から2枚目のシングルカット。
「月光陽光」は真島昌利が作詞・作曲。発売当時はNHK-FM「ミュージックスクエア」の6・7月度のオープニングテーマ。また、第1回FUJI ROCK FESTIVALに出演した際この曲を歌った。

## 収録曲
| 全編曲: THE HIGH-LOWS。 |                  |            |            |      |
| #                       | タイトル         | 作詞       | 作曲       | 時間 |
| 1.                      | 「月光陽光」     | 真島昌利   | 真島昌利   | 4:36 |
| 2.                      | 「開かないドア」 | 甲本ヒロト | 甲本ヒロト | 3:34 |
| 合計時間:               | 合計時間:        | 合計時間:  | 合計時間:  | 8:10 |

## 楽曲解説
1. 月光陽光
NHK-FM ミュージックスクエア6・7月オープニングテーマ
2. 開かないドア
JR東日本イメージソング
この曲をシングルとして発売する旨の告知が一部レコード店でされていたが、なぜか発売中止になった。